# Krosigk (Adelsgeschlecht)

Wappen derer von Krosigk

Krosigk ist ein ursprünglich edelfreies obersächsisches Uradelsgeschlecht mit gleichnamigem Stammhaus Krosigk bei Halle (Saale). Die Familie, deren Zweige bis heute bestehen, kam später auch in Anhalt und Sachsen zu Besitz und Ansehen und brachte zahlreiche Politiker und hochrangige Offiziere hervor.

## Geschichte

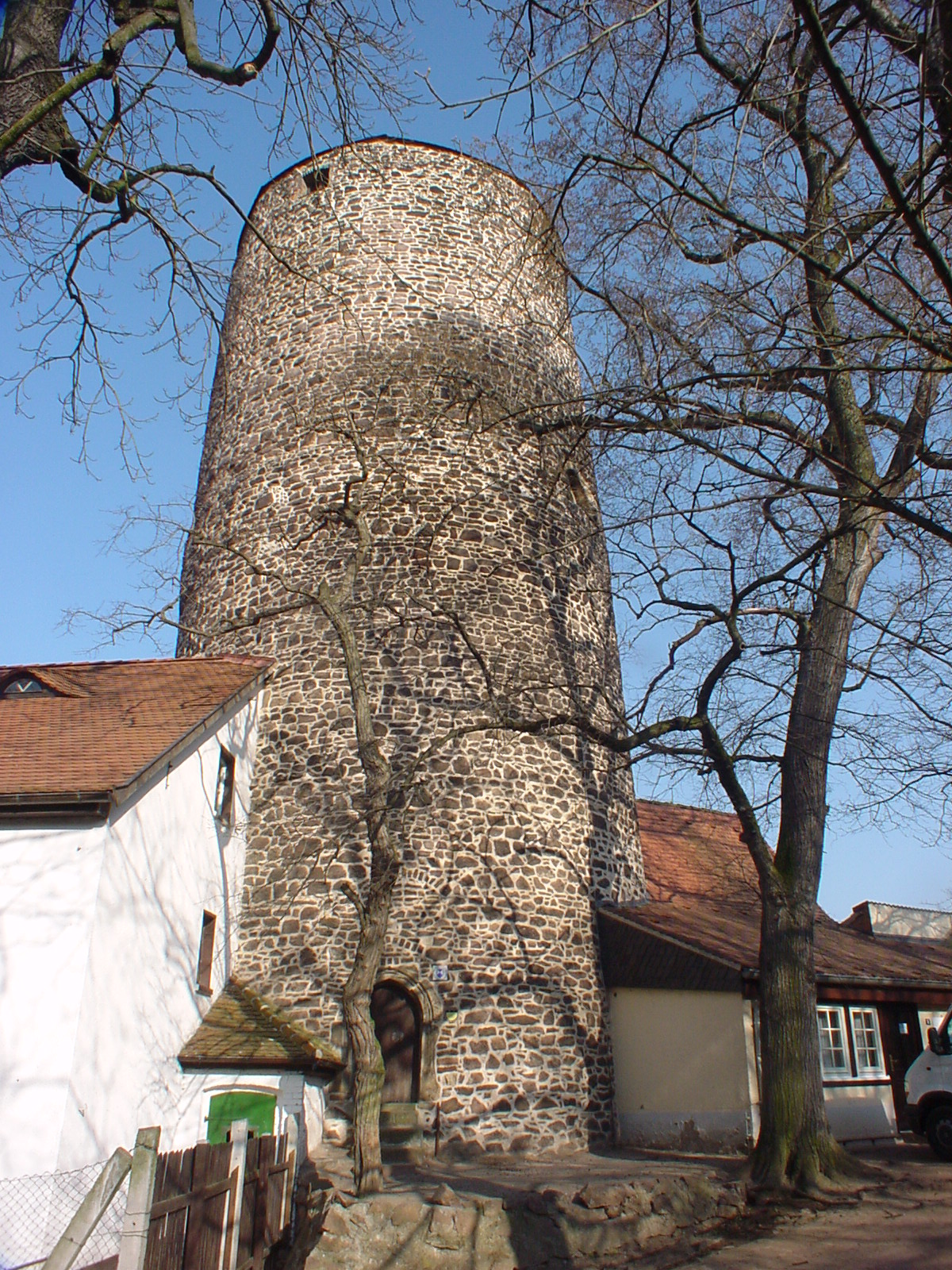
Burg Krosigk, Bergfried

Im Jahre 1103 erscheint der Name Krosigk erstmals mit Dedo von Krosigk (Teto de Crozuc) in einer Urkunde des Bischofs Walram von Naumburg. Er erbaute die Burg Krosigk. Die Stammreihe beginnt mit Guncelinus de Crozuc, der im Jahr 1143 urkundlich erwähnt wird. Die Krosigk sind eines Stammes und Wappens mit den aus dem Winckel und den 1727 abgestorbenen von Köler. Die Schreibweise des Namens wechselte häufig und festigte sich erst im 18. Jahrhundert zu Krosigk.
Konrad von Krosigk wurde 1201 zum Bischof von Halberstadt gewählt, nach Dietrich von Krosigk († 1193) der zweite Halberstädter Bischof aus der Familie. Er war führend am Vierten Kreuzzug beteiligt und hatte großen Einfluss auf die Entscheidung der Kreuzritter, Konstantinopel zu erobern, wo es zum Kampf von Christen gegen Christen kam. Auf seine Beute geht der Grundbestand des Halberstädter Domschatzes zurück. 1209 legte er sein Bischofsamt nieder und trat ins Kloster Sittichenbach ein.
Vor allem im 15. und Anfang des 16. Jahrhunderts brachten die Krosigk großen Besitz an sich, der sich vom Stammhaus Krosigk in einem Streifen von etwa 50 km in nordwestlicher Richtung entlang der Saale über Merbitz, Alsleben, Beesen, Poplitz bis hin nach Neugattersleben und Staßfurt erstreckte. Vieles ging der Familie im 17. und 18. Jahrhundert wieder verloren. Schon 1451 verkauften die Krosigk ihr Stammhaus, die Burg Krosigk, an die Familie von Trotha, das zweite seit dem Mittelalter an der unteren Saale ansässige bedeutende Adelsgeschlecht.
Kurzzeitig war auch die Burg Freckleben im Besitz der Familie (1455 erwarb sie Eschwin von Krosigk vom Magdeburger Erzbischof, doch seine Witwe vererbte sie dann an die Familie ihres zweiten Ehemannes von Dorstädt), ebenso die Burg Gatersleben (1381 vom Bischof von Halberstadt an Hans von Krosigk und seine Söhne verpfändet, 1436 an dessen Enkel Hans und Eberhard, 1456 aber bereits ausgelöst). In Staßfurt gab es mehrere Rittergüter, von denen eines schon im 14. Jahrhundert als Eigentum Hermann von Krosigks erwähnt wird. Es fiel später an die Sandersleben’sche Linie der Krosigk und ging der Familie in den Wirren des Dreißigjährigen Krieges, nach dem Tod des Hans Caspar von Krosigk 1634, verloren.

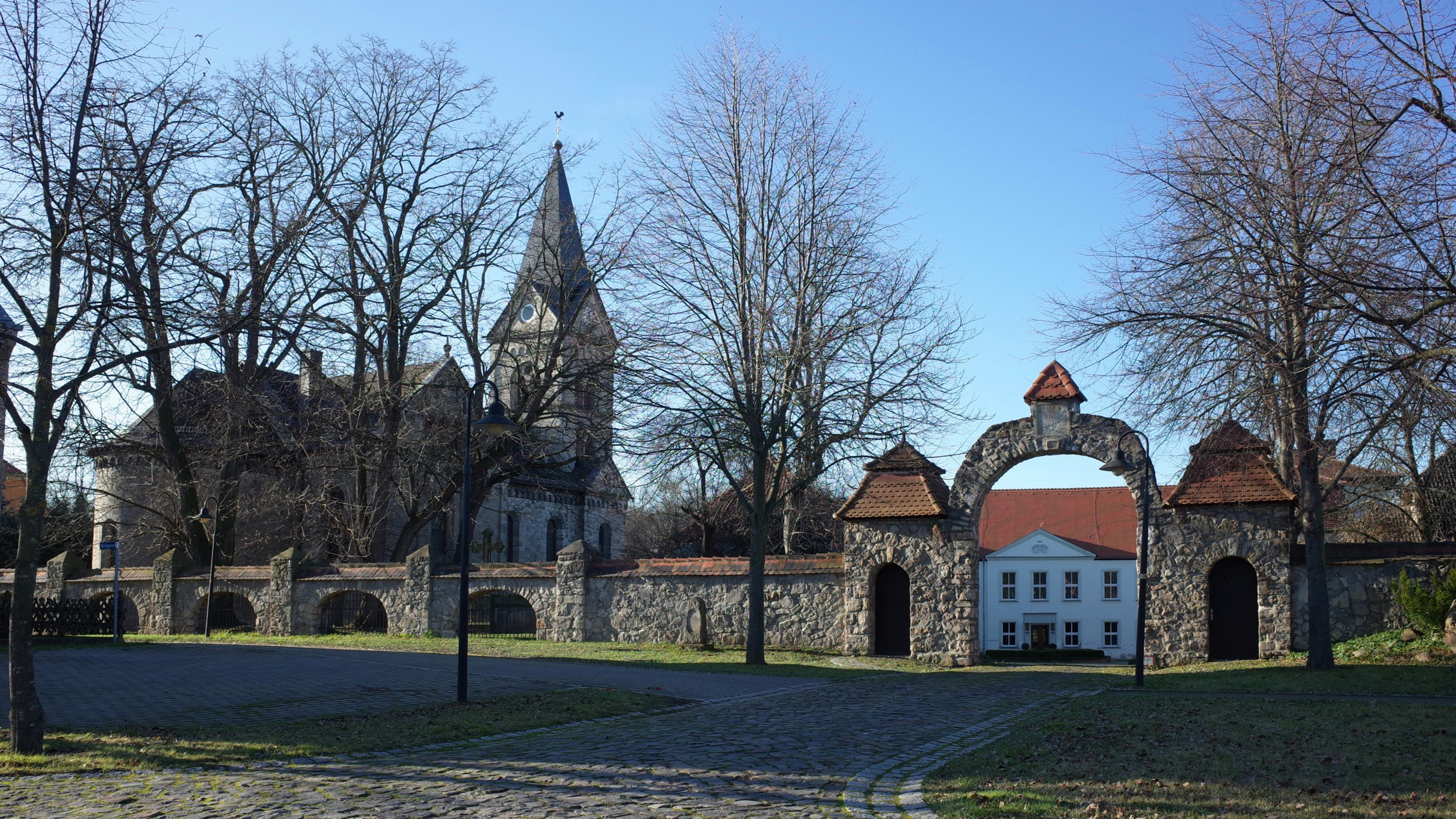
Schloss Rathmannsdorf

Nahe Staßfurt liegt das ehemalige Rittergut Rathmannsdorf, mit dem die Krosigks 1466 belehnt wurden. Während des Dreißigjährigen Krieges wurde der Ort verwüstet. Das Krosigk’sche Schloss besteht aus mehreren miteinander verbundenen Gebäudeteilen mit dem sogenannten Neuen Haus im Zentrum, das 1722 von Johann Ludwig von Krosigk erbaut wurde. Hier wuchs der 1884 geborene spätere Reichsfinanzminister Johann Ludwig Graf Schwerin von Krosigk auf.
Der Oberhof Ballenstedt gehörte seit dem 15. Jahrhundert den Krosigk; er kam 1825 an das Haus Anhalt-Bernburg und wurde 1869 von den Alvensleben aus Neugattersleben erworben, die ihn infolge Restitution heute wieder besitzen.
In der Stadt Sandersleben gab es mehrere Adelshöfe, die den Familien von Krosigk, von Vitzenhagen und von Duderstadt gehörten. Christoph von Krosigk († 1566), der Großvater von Christoph von Krosigk (1576–1638) auf Sandersleben, stiftete Anfang des 16. Jahrhunderts die Sanderslebener Linie. Vollrath Lebrecht von Krosigk (1694–1762) trat 1729 sein dortiges Gut an den Fürsten Leopold I. von Anhalt-Dessau ab.

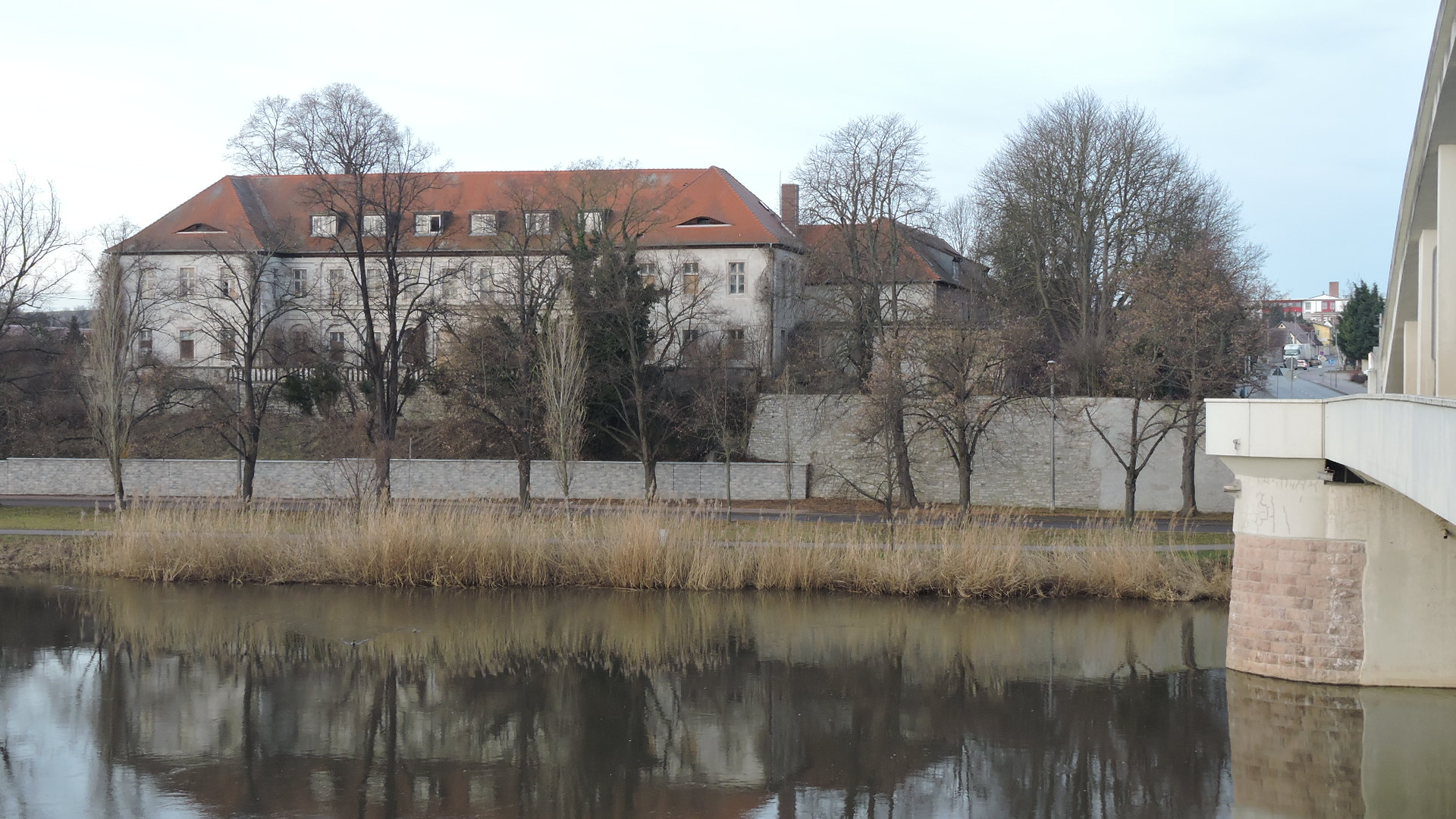
Schloss Alsleben (Saale), erbaut 1689 für Heinrich von Krosigk († 1705)

Der Magdeburger Erzbischof Günther II. von Schwarzburg verpfändete 1438 die reichsunmittelbare Grafschaft Alsleben an Karl von Krosigk. 1479 erhielten die Krosigk die Grafschaft als Lehen des Erzstifts Magdeburg. Lorenz von Krosigk († 1534), ein Enkel Karls und der einzige Sohn von Eschwins Bruder Heinrich von Krosigk († 1487), hatte von seinem Vater die Grafschaft Alsleben geerbt und kaufte von Tilo von Knebel 1522 die am gegenüberliegenden rechten Saaleufer befindlichen Güter Poplitz und Laublingen und auch das benachbarte Rittergut und Dorf Beesen und ergänzte es um die östlich angrenzenden Dörfer Bebitz, Cüstrena (Kustrena), Leau, Lebendorf und Trebitz. Poplitz verleibte er der Grafschaft Alsleben ein. Es blieb ein Teil dieser Grafschaft, bis es Heinrich von Krosigk (1578–1623) im Jahr 1612 seinem Lehnsvetter Vollrad von Krosigk (1577–1626) verkaufte. Vollrads Vater Vollrad von Krosigk († 1597) war der einzige Sohn von Vollrad von Krosigk († 1545), dem Stifter der Linie Beesen und jüngsten Sohn von Lorenz von Krosigk. Vollrad junior war jetzt Erbherr auf Beesen, Kustrena, Peißen, Bebitz, Könnern-Trebitz, Gröna, Lebendorf, Leau sowie Poplitz mit Laublingen und Pregelmühle. Vollrads Sohn Vollrad Ludolf von Krosigk (1620–1671) teilte den Besitz unter seinen drei Söhnen auf:

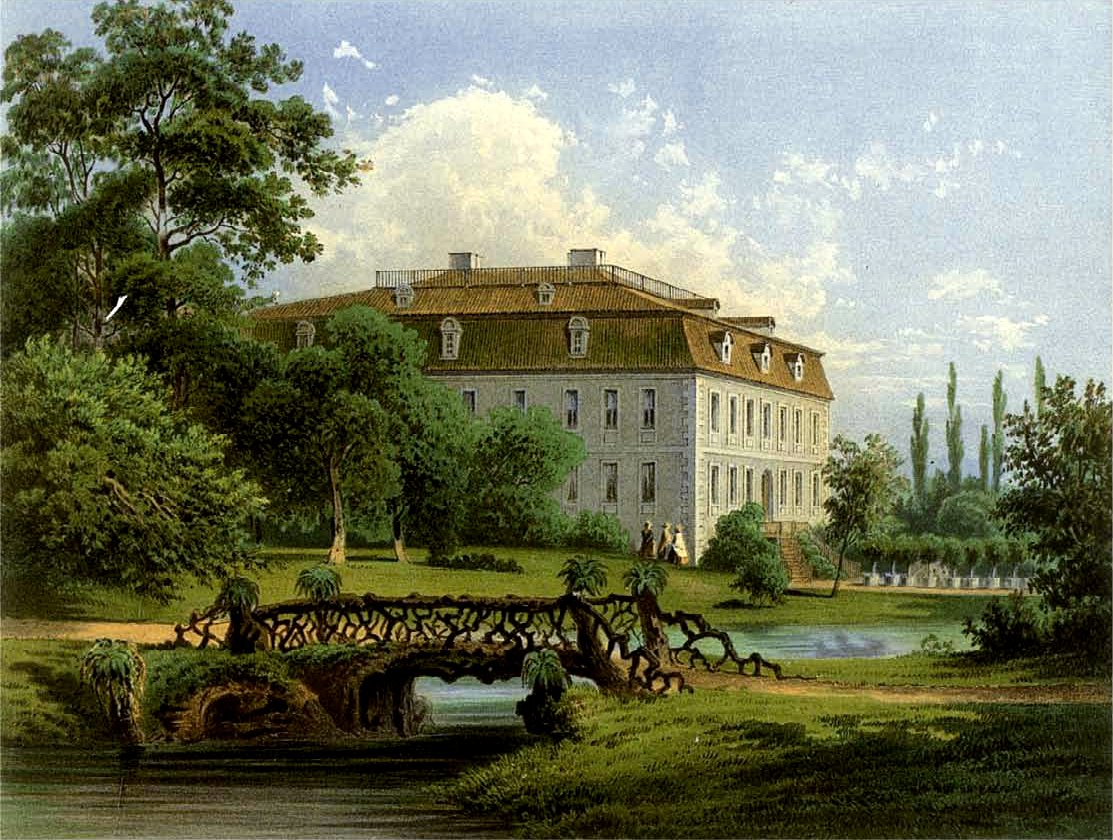
Schloss Poplitz (um 1860), erbaut 1671 durch Bernhard Friedrich von Krosigk, von 1522 bis 1945 im Besitz der Familie

- Vollrat Busse (1654–1719)[11] erhielt Schloss Beesen (Altbeesen) und die Hälfte des Beesener Grundbesitzes mit Lehen und Zinsen.
- Bernhard Friedrich (1656–1714) übernahm Poplitz mit Laublingen und Pegelmühle sowie den Zinkenwerder bei Plötzkau mit Gröna. Er ließ das jetzige barocke Schloss Poplitz 1671 auf den Grundmauern des alten Herrenhauses erbauen und ist der Stammvater der Poplitzer Linie. Er betrieb astronomische Studien und ließ nicht nur auf dem Dach des Poplitzer Schlosses, sondern auch an anderen Orten Observatorien einrichten.
- Levin August (1658–1686) erhielt die andere Hälfte des Beesener Besitzes mit Lehen und Zinsen und bezog das 1596 erbaute Haus Neubeesen, wodurch das Rittergut Neu-Beesen neben Alt-Beesen entstand.

Das Alslebener Schloss wurde 1689 von Heinrich von Krosigk (1631–1705) im Barockstil neu erbaut. Fürst Leopold Maximilian von Anhalt-Dessau, der – wie schon vor ihm sein Vater Leopold I. – den Adel seines Landes zu Verkäufen an ihn zwang und auch im Umfeld Güter an sich brachte, kaufte 1747 die Herrschaft Alsleben Hans Georg von Krosigk (1673–1751) ab, der zuvor den größten Teil von seinem Vetter Eckard Christoph von Krosigk (1666–1711) erworben hatte; Hans Georg behielt jedoch Piesdorf, Gnölbs (Gnölbzig), Strentz, Nauendorf (heute Strenznaundorf) und Nelben, alle links der Saale. Die Lehns-Vettern und Agnaten, an ihrer Spitze Anton Friedrich und Ferdinand Anton von Krosigk, erhoben zwar Einspruch gegen diese Veräußerung des größten Familienbesitzes, wurden aber durch Sentenz der Königlich Preußischen Regierung zu Magdeburg 1765 mit ihrer Klage abgewiesen.

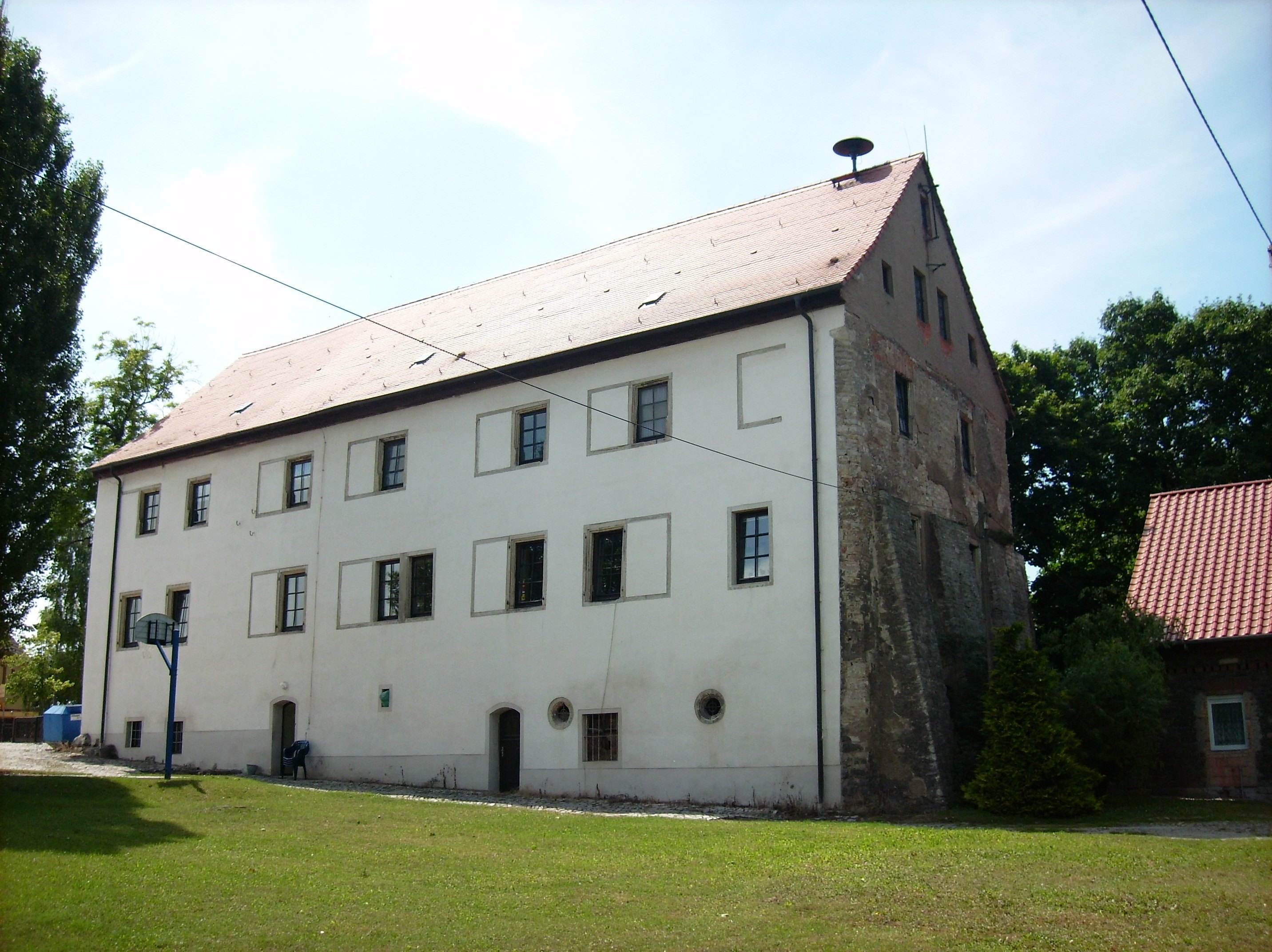
Schloss Neu-Beesen in Beesenlaublingen

1720 musste August Wilhelm von Krosigk (1683–1752) – Sohn von Levin August (1658–1686) und Gemahl von Eckard Christophs einziger Tochter Magdalena Elisabeth (1691–1734) – sein Gut Neu-Beesen, 1737 sein Vetter Volrath Ludolph von Krosigk (1680–1749) – Sohn von Vollrat Busse (1654–1719) – Alt-Beesen, samt allen zugehörigen Vorwerken und Ortschaften, an den König Friedrich Wilhelm I. von Preußen verkaufen, der daraus die Königliche Domäne Beesen errichtete, die an Pächter vergeben wurde. Der mehrstöckige Renaissance-Bau des Schlosses Alt-Beesen wurde schon im 18. Jahrhundert abgerissen. Die Beesener Linien der Krosigks starben Mitte des 18. Jahrhunderts beziehungsweise 1816 aus. 1820 wurden Beesen und das benachbarte Laublingen (mit dem alten Sattelhof, der zum Poplitzer Gut gehörte) zur Gemeinde Beesenlaublingen vereinigt. In der Kirche befinden sich das Epitaph von Levin August (1658–1686) sowie vier Renaissance-Grabsteine der Familie.
Mukrena, 1477 von Heinrich von Krosigk († 1487) erworben, kam zunächst zur Grafschaft Alsleben, bei deren Verkauf an Hans Georg von Krosigk (1673–1751) – Sohn von Heinrich von Krosigk (1631–1705) – wurde es von Eckard Christoph von Krosigk (1666–1711) – Sohn von Heinrichs Bruder Lorentz Adolph Von Krosigk (1634–1694) – jedoch zurückbehalten. Als 1790 der letzte Spross der Alslebener Linie starb, fiel Mukrena an Adolph Leopold Friedrich von Krosigk, der es verkaufte. 1818 erwarb es Landrat Dedo von Krosigk (1776–1857) zurück und vereinigte es mit dem Stammgut Poplitz.
Das Rittergut Beesedau, in unmittelbarer Nachbarschaft zu Beesen, Laublingen und Poplitz gelegen, wurde 1664 durch Herzog August von Sachsen-Weißenfels als Lehen an die Brüder von Krosigk aus der Sanderslebischen Linie vergeben. Nach dem Verlust des Sanderslebener Guts wurde diese Linie der Familie von Krosigk als Beesedauer oder Reformierte Linie bezeichnet. Ferdinand Anton von Krosigk (1743–1805) auf Poplitz, Laublingen usw. kaufte Beesedau von seinem Vetter Karl Eschwin von Krosigk (1739–1809) und fügte es seinem ererbten Besitz hinzu. Karl Eschwin war ein Sohn von Vollrath Lebrecht von Krosigk (1694–1762) auf Beesedau, einem Bruder von Christian Siegfried von Krosigk (1700–1757) auf Hohnsdorf. Karl Eschwins Gemahlin Christiane Henriette Freda von Krosigk (1745–1813) war eine Tochter von Ferdinand Antons Vater Heinrich von Krosigk (1700–1746) auf Poplitz.
Heinrich Ferdinand von Krosigk (1778–1813) aus Poplitz, Sohn von Ferdinand Anton, wurde als hartnäckiger Gegner der französischen Besatzer im Königreich Westphalen bekannt, was ihm den französischen Beinamen „le mauvais Baron“ („der böse Baron“) einbrachte; er fiel in der Völkerschlacht bei Leipzig an der Spitze eines von ihm selbst gebildeten Freicorps; sein Grabhügel in Poplitz wurde zum Wallfahrtsort. Sein älterer Bruder Dedo von Krosigk (1776–1857), der Majoratsherr auf Poplitz mit Laublingen, Mukrena, Beesedau und zeitweilig auch auf Benkendorf und Delitz, war Landrat sowie Naumburger Domkapitular; König Friedrich Wilhelm IV. von Preußen verlieh ihm am 15. Oktober 1840 die Würde eines Erbtruchsessen des Herzogtums Magdeburg, geknüpft an den Besitz des Majorats Poplitz und erhob ihn zum Freiherrn. Mit dem letzten Erbtruchsess Anton von Krosigk (1858–1919), dem zweiten Sohn von Vollrath von Krosigk (1819–1889) und Enkel von Dedo, starb die Poplitzer Linie 1919 aus; der Grundbesitz fiel an die Linie Krosigk-Tüngeda. Der Gutsherr seit 1928, Fritz von Krosigk, wurde 1945 enteignet.

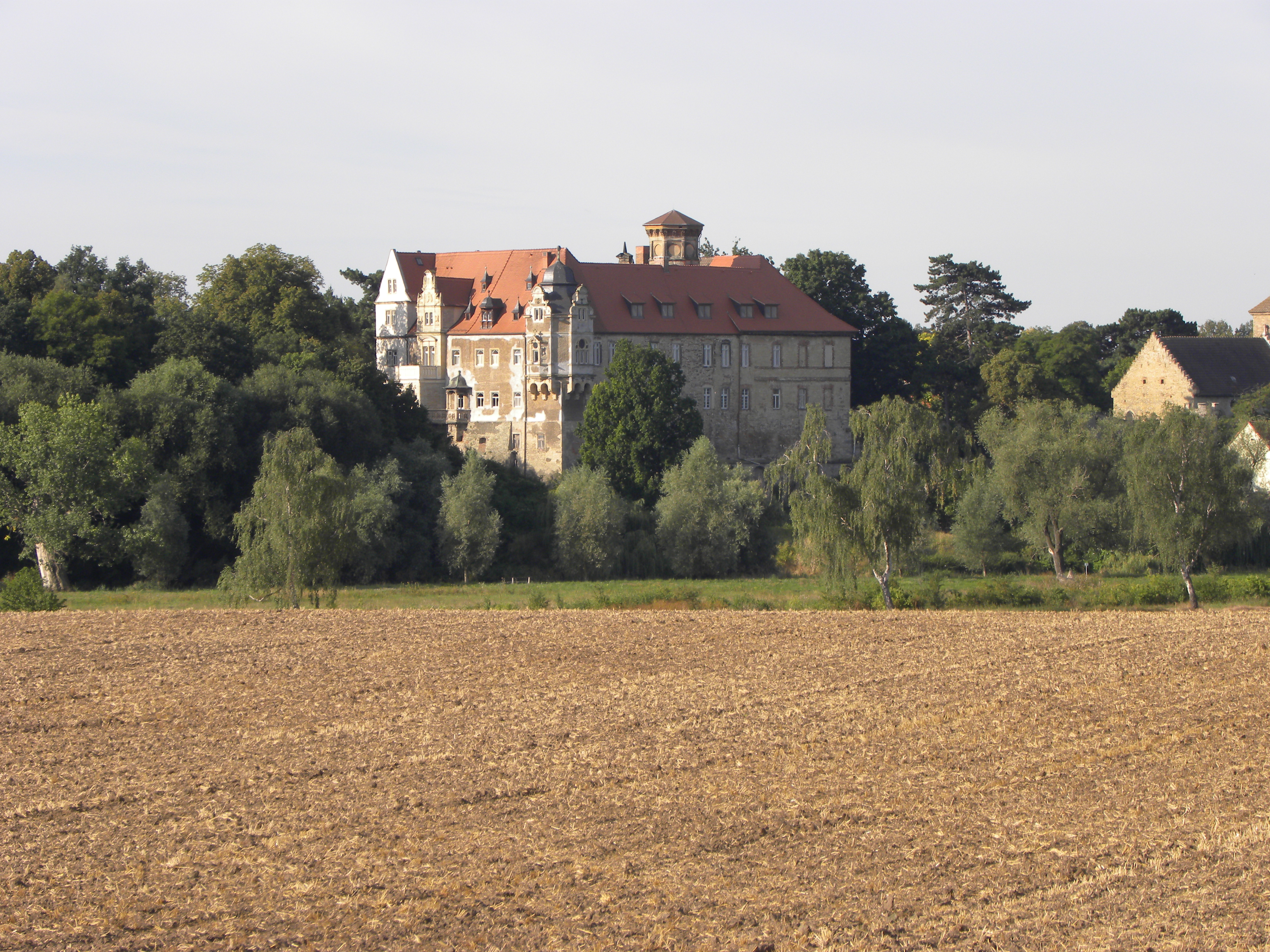
Schloss Hohenerxleben (1466–1945 im Besitz der Familie, seit 1997 im Eigentum einer Krosigk’schen Stiftung)

Schloss Hohenerxleben wurde 1522 durch Lorenz von Krosigk erworben. Die um 1200 erbaute Burg liegt auf einem Kalkfelsen und ist auf drei Seiten mit Trockengräben umgeben. Im 16., 18. und 19. Jahrhundert wurde sie zum Schloss umgebaut. 1543 wurde der Besitz geteilt, dann jedoch 1738/44 wieder vereinigt. Das Schloss blieb bis zur Enteignung 1945 im Besitz der Familie. 1997 erwarb die gemeinnützige, von Ingrid von Krosigk gegründete Schloss Theatrum Herberge Hohenerxleben Stiftung das Schloss. Es wird als Hotel, Restaurant und für Veranstaltungen genutzt.
Gröna, am Saalehang gelegen, gehörte zum Besitz von Ferdinand Anton von Krosigk (1743–1805), Majoratsherr auf Poplitz, und kam bei der Erbteilung an seinen jüngsten Sohn Anton Emil von Krosigk (1790–1868), danach an dessen Sohn Anton von Krosigk (1820–1892), der das dortige Schloss erneuerte.
Das Rittergut Großböhla in Nordsachsen kam durch Charlotte Elisabeth von Krosigk (1704–1788), geborene von Miltitz, 1736 vermählt mit Heinrich von Krosigk (1700–1746), Herr auf Poplitz und Vater von Ferdinand Anton, 1779 in die Krosigksche Familie und blieb ihr fast 165 Jahre lang. Die Miltitz hatten das Gut seit 1715 besessen und das barocke Herrenhaus erbaut. Die Krosigks aus Poplitz hielten sich jedoch nur im Sommer oder zu winterlichen Jagden in Großböhla auf, das Gut wurde von Pächtern oder Verwaltern bestellt, bis es Anfang des 19. Jahrhunderts an einen Enkel Heinrichs, Friedrich von Krosigk (1784–1871), vererbt wurde, der aber als Regierungspräsident in Merseburg lebte. 1921 brachte Armgard von Krosigk (1880–1944), Tochter von Max von Krosigk (1846–1919) – einem Enkel von Friedrich –, das Gut in ihre Ehe mit Friedrich von Bültzingslöwen (1874–1943) ein; sie ließen das Herrenhaus durch Paul Schultze-Naumburg renovieren und besaßen das Gut bis 1945.
Schloss Eichenbarleben in der Magdeburger Börde kaufte 1858 Adolf Theodor von Krosigk (1832–1906), Sohn von Adolf von Krosigk (1799–1556), von dem Onkel seiner Frau, Udo von Alvensleben-Wittenmoor. Die Alvensleben hatten es seit 1453 besessen und um 1700 das heutige Herrenhaus nach Plänen von Hermann Korb errichten lassen. Das 625 ha große Gut wurde 1945 enteignet.
Das Rittergut Merbitz wurde 1594 von Vollrat von Krosigk (1543–1597) gekauft. Es liegt in einem Nachbardorf des alten Stammsitzes Krosigk. Matthias von Krosigk (1616–1697) und dessen Sohn Anton Ludolf (1667–1737) erweiterten das alte Feste Haus. 1945 enteignet, wurde das Herrenhaus nach 1990 von der Familie von Krosigk zurückerworben und saniert.
Schloss Ostramondra in Thüringen kam Ende des 19. Jahrhunderts an die Familie von Krosigk.
Schloss Tüngeda in Thüringen wurde 1881 von Hermann von Krosigk (1824–1886), Sohn von Dedo von Krosigk erworben und im Stil der Neorenaissance umgestaltet. 1919 fiel das Rittergut Poplitz an den Zweig Tüngeda, das Poplitzer Schloss blieb bis 1930 unbewohnt; letzter Besitzer von Poplitz war von 1928 bis 1945 Fritz von Krosigk, letzter Besitzer des 438 ha großen Ritterguts Tüngeda bis zur Enteignung 1945 Karl-Dedo von Krosigk.
Zum historischen Besitz gehörten weiterhin zeitweise Besitz in Most (Tschechien) und im 17. Jahrhundert das ehemalige Kloster Marienthal bei Eckartsberga.

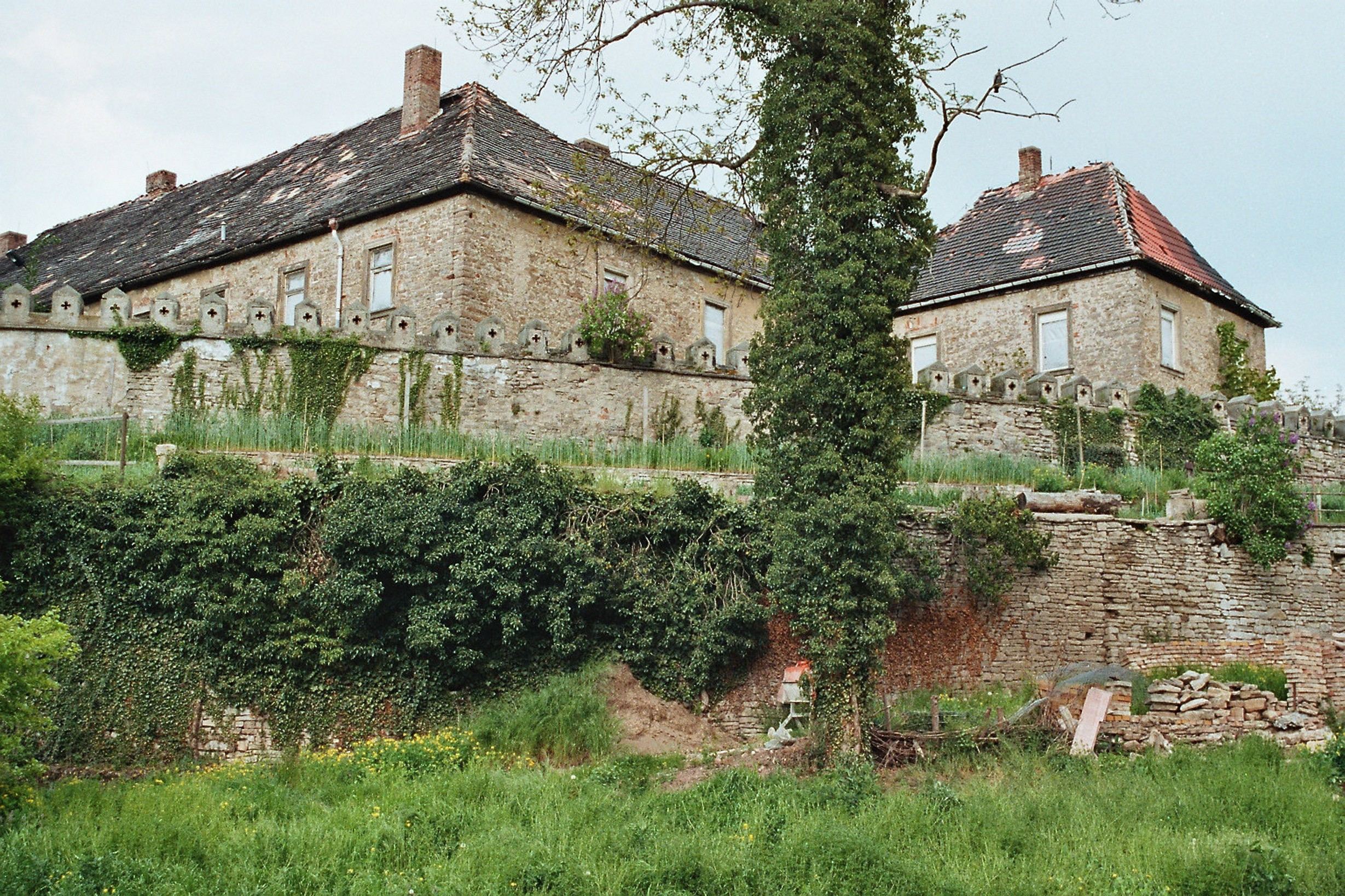
Schloss Gröna
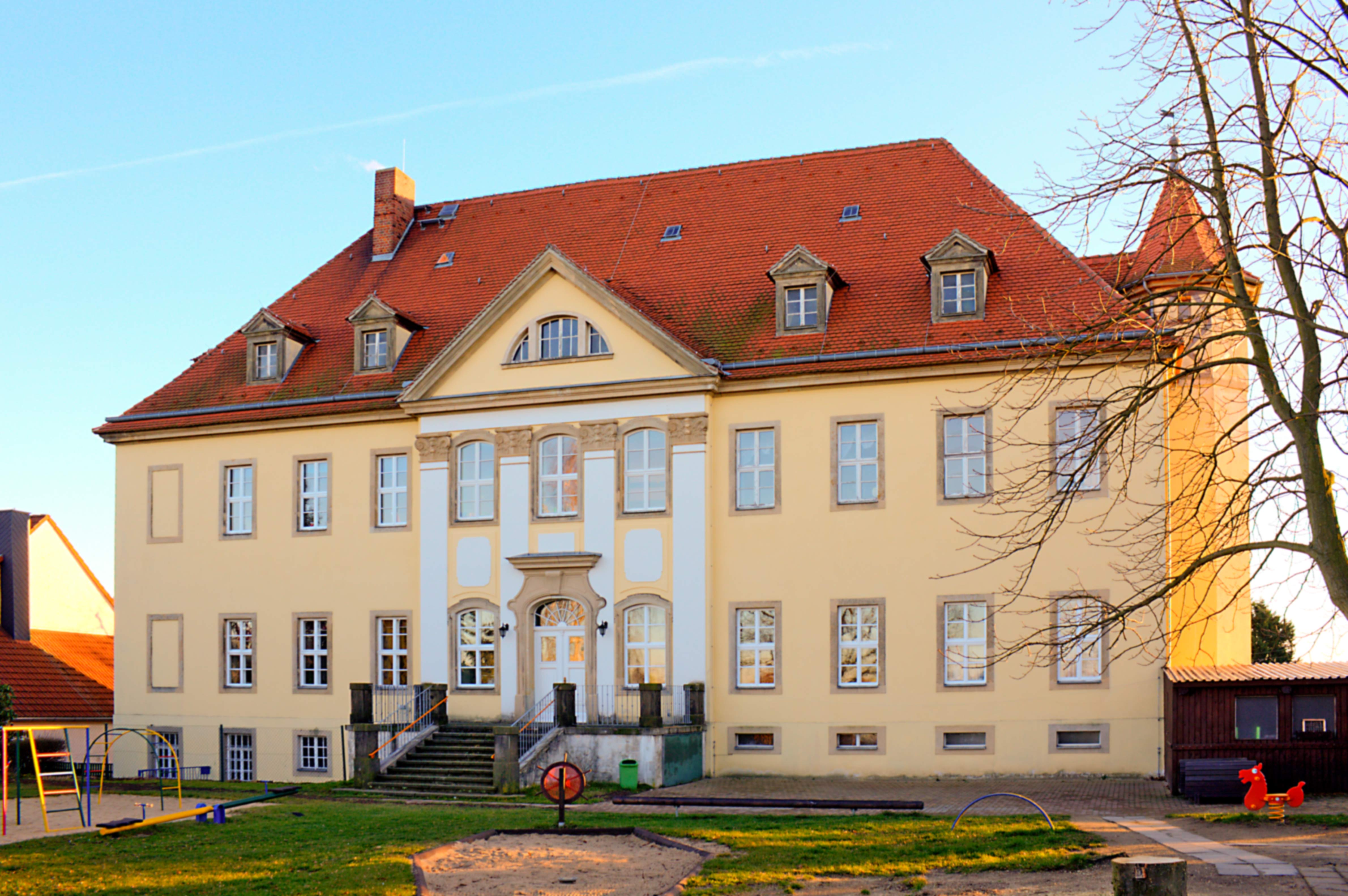
Schloss Großböhla
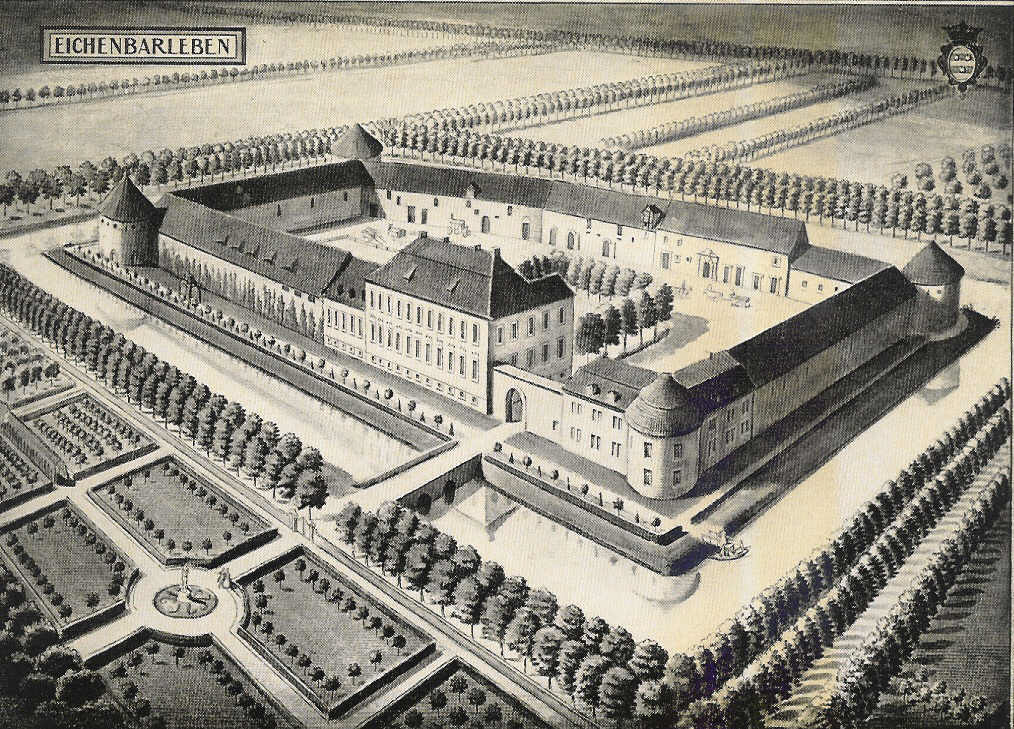
Schloss Eichenbarleben (um 1750), von 1858 bis 1945 im Besitz der Familie
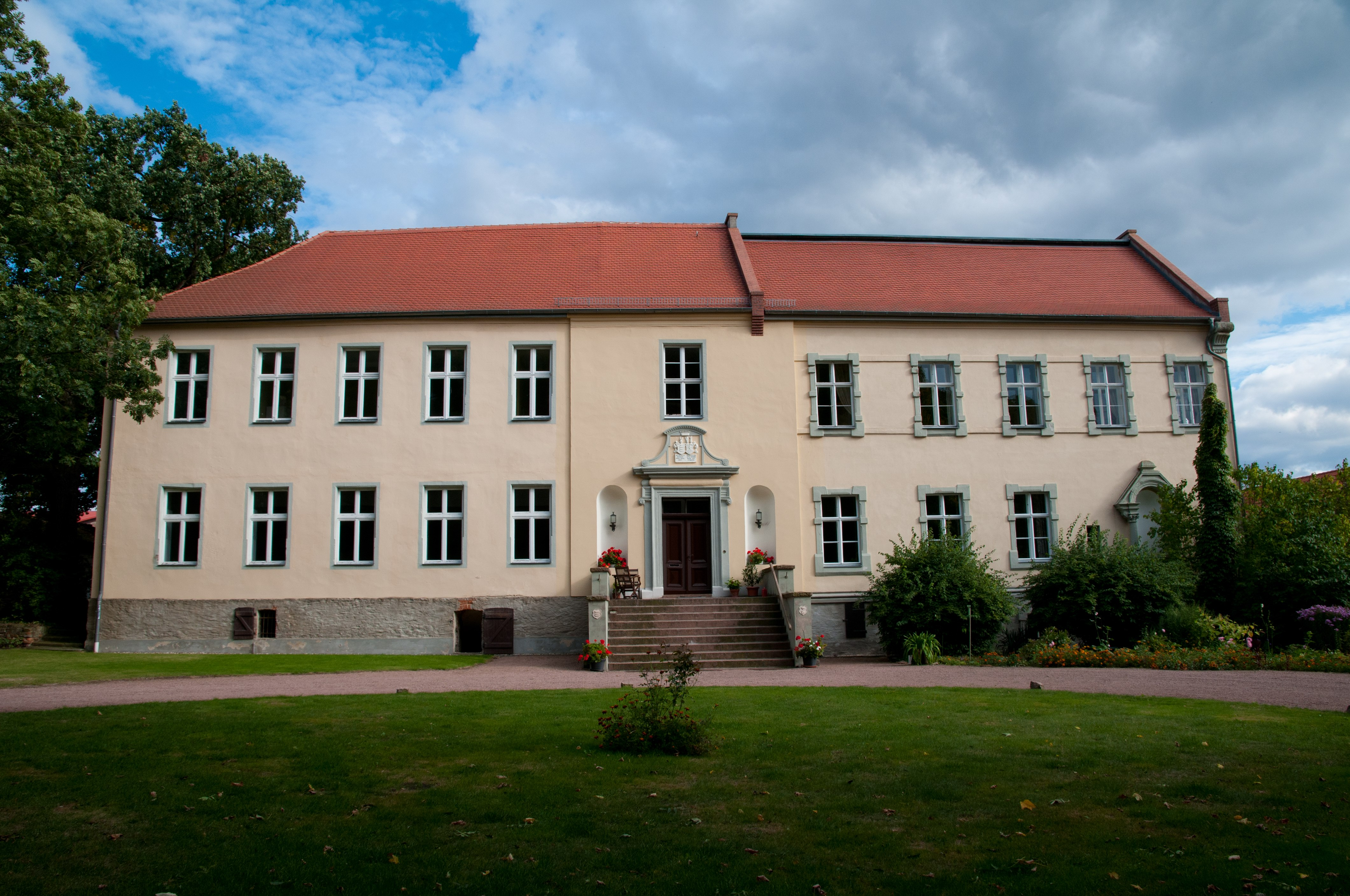
Merbitz (1594–1945 im Besitz der Familie, nach 1990 zurückerworben)
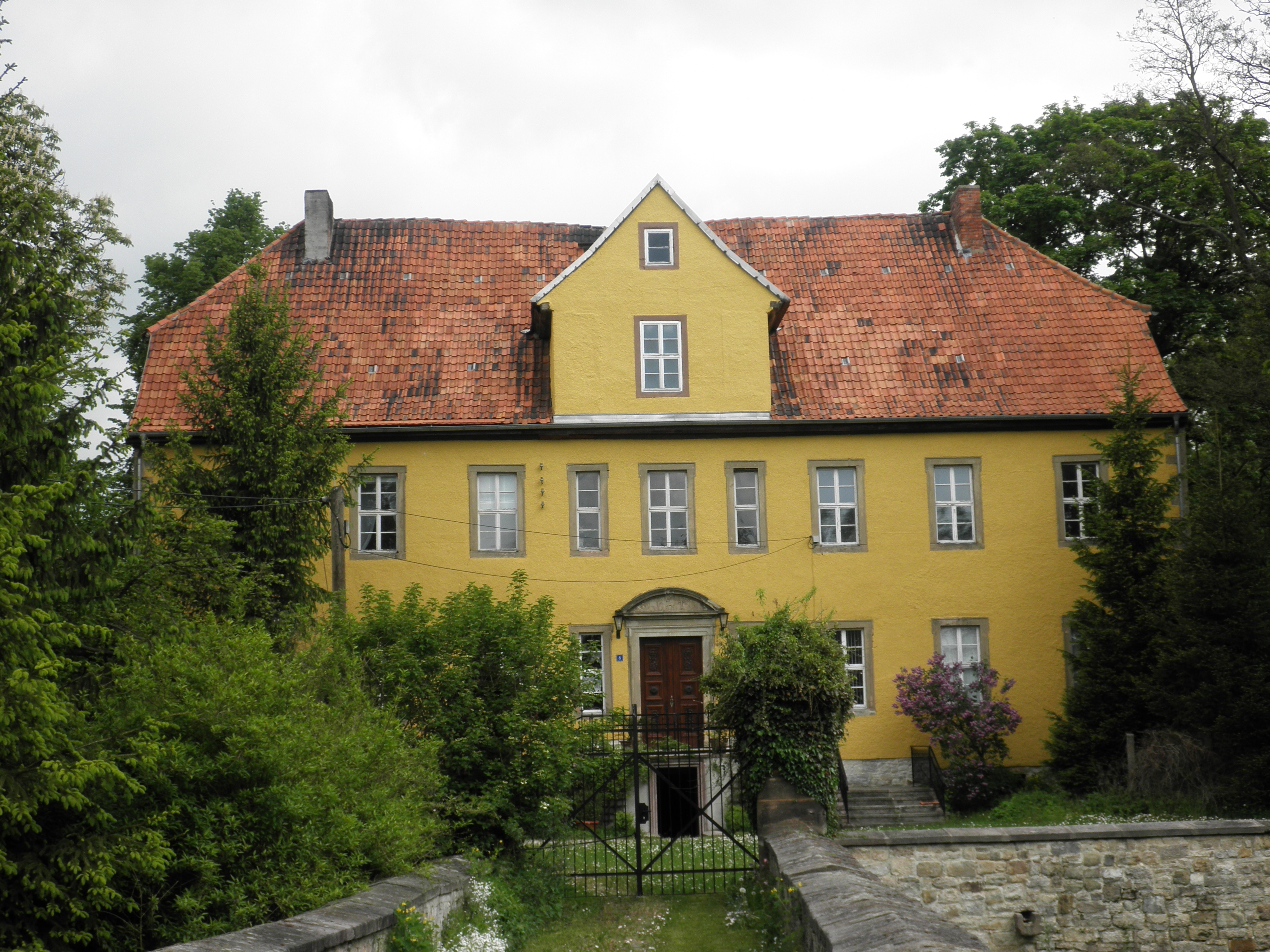
Schloss Ostramondra
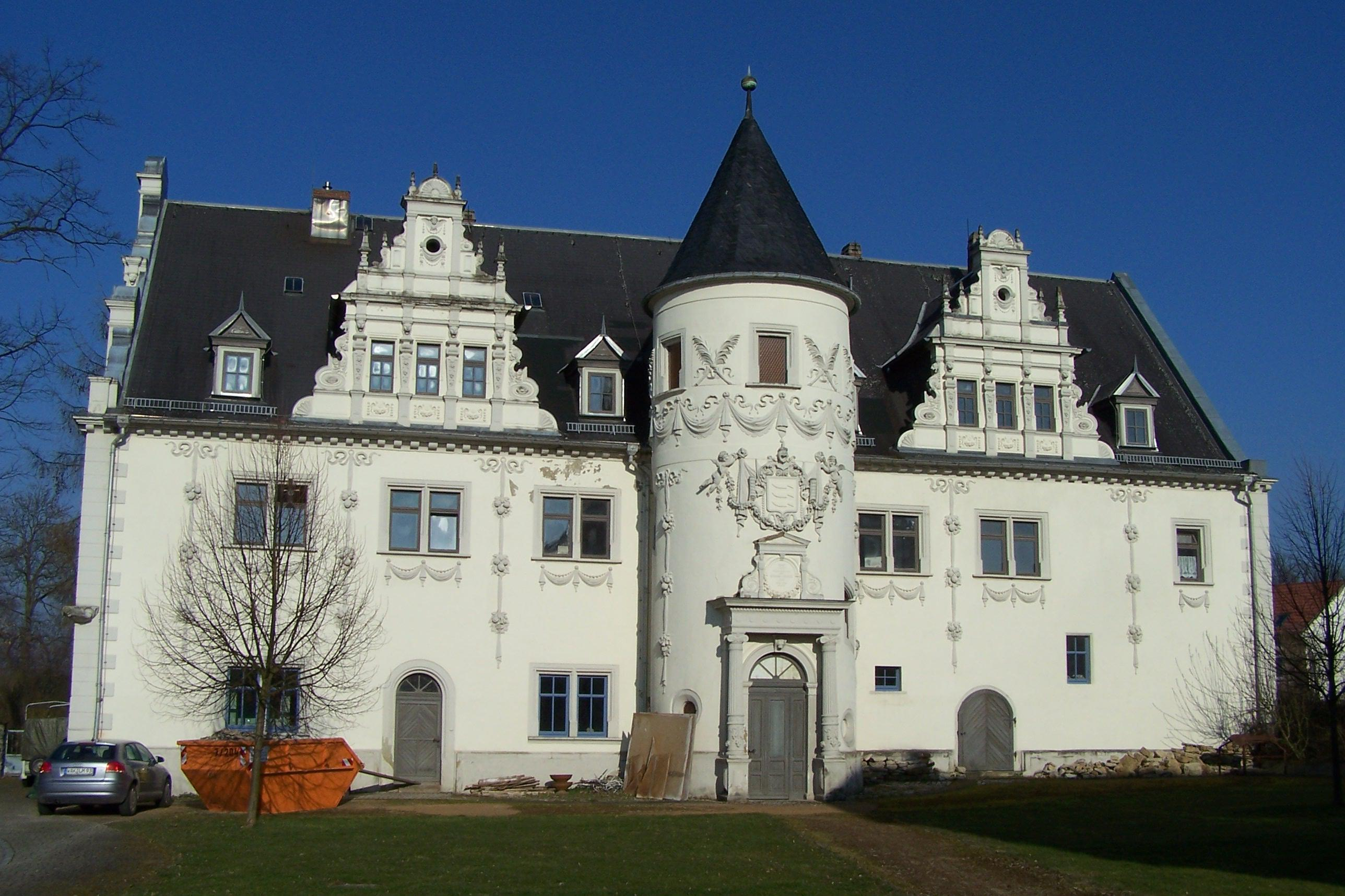
Schloss Tüngeda

## Standeserhöhungen
- Den Reichsfreiherrenstand erhielt Adolph Wilhelm von Krosigk, hessen-kasseler Präsident des Geheimen Rates und Gesandter am Kaiserhof in Wien, am 11. März 1656.
- Dedo von Krosigk, Majoratsherr auf Poplitz mit Laublingen, Mukrena und Beesedau, wurde von König Friedrich Wilhelm IV. von Preußen am 15. Oktober 1840 zum Erbtruchsessen des Herzogtums Magdeburg ernannt, geknüpft an den Besitz des Majorats Poplitz, und zum Freiherren erhoben.[24]

## Wappen
In Silber drei rote Pflugscharen, balkenweise gestellt und pfahlweise gelegt. Auf dem Helm zwei aus rot-silbernem Helmwulst wachsende, mit dem Rücken gegeneinander gekehrte rote Pflugscharen. Decken rot-silber.

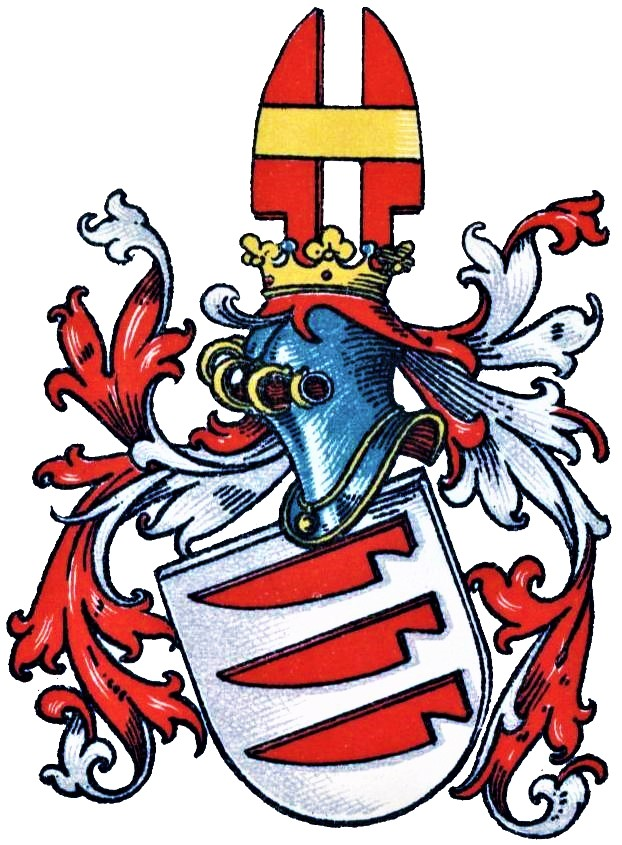
Wappen derer von Krosigk im Wappenbuch des Westfälischen Adels
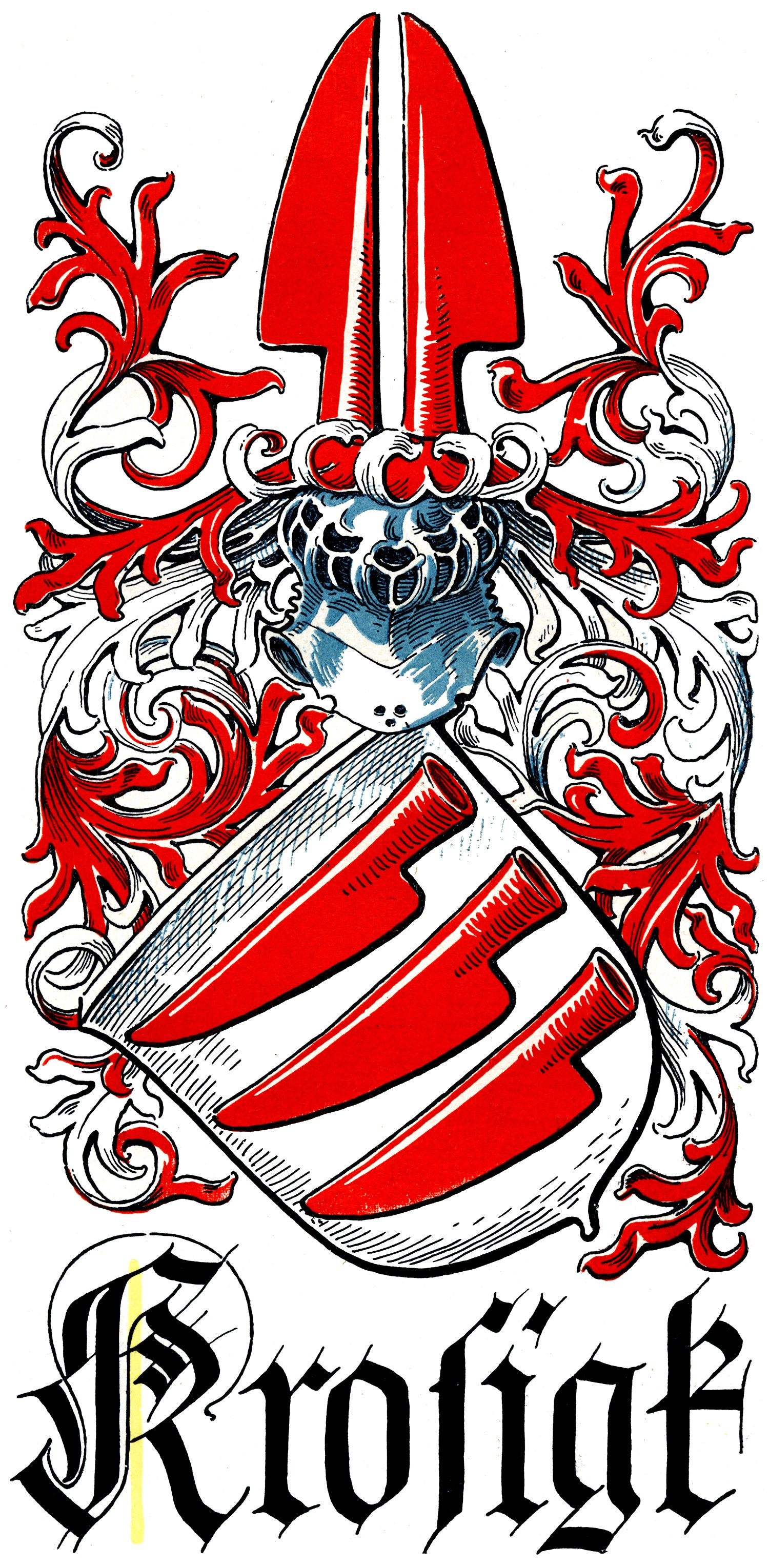
Wappengrafik von Otto Hupp im Münchener Kalender von 1920

## Bekannte Familienmitglieder
- Dedo von Krosigk (1040 (?)/1116)
- Dietrich von Krosigk († 1193), Bischof von Halberstadt[25]
- Konrad von Krosigk (1201–1209), Bischof von Halberstadt
- Hans Georg von Krosigk (um 1526–1581), Kurfürstlich sächsischer Hofmarschall[26]
- Christoph von Krosigk (1576–1638), Amtshauptmann zu Dessau und anhaltischer Hofmarschall
- Vollrad von Krosigk (1577–1626), Gutsherr
- Gebhard Friedrich von Krosigk (1579–1630), Gutsherr und anhaltisches Ständeausschussmitglied
- Bernhard von Krosigk (1582–1620), Obristleutnant
- Adolph Wilhelm von Krosigk (1609–1657), Geheimrat und Diplomat
- Heinrich Philibert von Krosigk († 1642), Kammerjunker und Rat
- Vollrad von Krosigk (1612–1660), Obristwachtmeister und Mitglied im Größeren Ständeausschuss
- Matthias von Krosigk (1616–1697), Landbesitzer, Diplomat, Kriegskommissar und Mitglied des Größeren Ausschusses der anhaltischen Landschaft
- Georg Aribert von Krosigk (1617–1665), Gutsherr und Hessen-kasselscher Hauptmann
- Vollrad Ludolf von Krosigk (1620–1671), Soldat und Kommunalpolitiker
- Jakob Anton von Krosigk (1624–1704), Landrat und Unterdirektor der anhaltischen Fürstentümer
- Ludolf Lorenz von Krosigk (1627–1673), kurbrandenburgischer Kriegsrat, Kammerherr und Obrist
- Gebhard Friedrich von Krosigk (1659–1698),[27] kurpfälzischer Kammerherr, hochfürstlich Hessen-kasselscher Oberstleutnant zu Roß, General-Adjutant[28]
- Bernhard Friedrich von Krosigk (1656–1714), Geheimrat und Hobbyastronom
- Johann Adolf von Krosigk (1666–1728), fürstlich anhaltischer Amtshauptmann
- Anton Ludolph von Krosigk (1667–1737), königlich-preußischer Oberst eines Dragonerregiments
- Christian Siegfried von Krosigk (1700–1757), Generalmajor, gefallen bei Kolin
- Heinrich von Krosigk (1700–1746), herzoglich braunschweig-wolfenbüttelscher Oberhofmarschall und Landdrost
- Anton Friedrich von Krosigk (1721–1779), Gutsherr, herzoglich-braunschweiger Oberhauptmann und fürstlich-anhaltischer Landtagsunterdirektor
- Ferdinand Anton von Krosigk (1743–1805), Landrat des Saalkreises und Kriegsrat
- Gebhard Anton von Krosigk (1754–1840), Besitzer vom Schloss Hohenerxleben
- Dedo von Krosigk (Landrat) (1776–1857), Landrat des Saalkreises
- Heinrich Ferdinand von Krosigk (1778–1813), Gutsherr und Major, Opfer der Völkerschlacht von Leipzig.
- Ludwig Franz von Krosigk (1781–1821), Major
- Ernst von Krosigk (General, 1782) (1782–1872), preußischer Generalleutnant
- Friedrich von Krosigk (1784–1871), Politiker
- Anton Emil von Krosigk (1790–1868), Geheimrat, Kammerherr, Schlosshauptmann und preußischer Rittmeister
- Adolf von Krosigk (1799–1856), deutscher Gutsbesitzer und Beamter
- Hermann von Krosigk (1815–1868), preußischer Generalmajor
- Rudolf von Krosigk (1817–1874), preußischer Generalleutnant
- Kurt von Krosigk (1819–1898), Landrat
- Vollrath von Krosigk (1819–1889), Rittergutsbesitzer, Hofbeamter und Parlamentarier
- Anton von Krosigk (1820–1892), Landrat und Vorsitzender des Herzoglich-Anhaltischen Staatsministeriums
- Ernst von Krosigk (General, 1821) (1821–1890), preußischer Generalleutnant
- Buko von Krosigk (1824–1909), preußischer Generalleutnant
- Erich von Krosigk (1829–1917), Präsident des anhaltischen Landtages
- Wilhelm Friedrich Ernst von Krosigk (1829–1889), herzoglich-anhaltischer Kreisdirektor, zuletzt in Ballenstedt
- Gebhard Friedrich von Krosigk (1835–1904), preußischer General der Kavallerie, Chef des Militär-Reit-Institutus und Ritter des Schwarzen Adlerordens
- Bernhard Friedrich von Krosigk (1837–1912), preußischer Generalmajor
- Max von Krosigk (1846–1919), preußischer Generalleutnant
- Dedo von Krosigk (General) (1848–1908), preußischer Generalmajor
- Georg von Krosigk (1854–1912), preußischer Generalleutnant
- Eberhard von Krosigk (1855–1932), preußischer Generalleutnant
- Dedo von Krosigk (Kreisdirektor) (1858–1932), deutscher Verwaltungsbeamter, Hofbeamter und Rittergutsbesitzer
- Günther von Krosigk (1860–1938), deutscher Admiral
- Friedrich von Krosigk (General) (1864–1932), Generalmajor
- Dietrich von Krosigk (1865–1932) preußischer Landrat
- Hans von Krosigk (1866–1942), Landrat und Generaldirektor
- Wilhelm von Krosigk (1871–1953), Konteradmiral
- Johann Ludwig Graf Schwerin von Krosigk (1887–1977), Jurist und Politiker, Finanzminister, Leitender Minister und Außenminister im Kabinett Schwerin von Krosigk
- Ernst-Anton von Krosigk (1898–1945), deutscher General der Infanterie und Oberbefehlshaber der 16. Armee in Kurland
- Anton Graf Schwerin von Krosigk (1925–2022), Landrat
- Dedo Raban von Kerssenbrock-Krosigk (* 1925), u. a. Botschaftsrat I. Klasse
- Friedrich von Krosigk (1937–2018), Politikwissenschaftler
- Klaus von Krosigk (* 1945), Gartenhistoriker und Gartenbaudirektor
- Wilfried Schwerin von Krosigk (* 1954), Künstler und Autor
- Esther von Krosigk (* 1964), Schriftstellerin
- Dedo von Kerssenbrock-Krosigk (* 1967), Museumsleiter
- Belina von Krosigk (* 1983), Elementarteilchen-Physikerin
- Sidonie von Krosigk (* 1989), Schauspielerin